# Le Petit Tourette
Pour les articles homonymes, voir Tourette et Tourrette.
Le Petit Tourette (titre original identique) est le huitième épisode de la onzième saison de la série animée South Park, ainsi que le 161e épisode de l'émission.
L'épisode traite du syndrome Gilles de la Tourette avec tout ce qu'il implique. Kyle, Cartman, et Craig dans une moindre mesure, en sont les héros.

## Synopsis
Dans un magasin de jouets, Cartman est intrigué par un enfant qui jure à tout va et dont la mère explique le comportement par la Maladie de Gilles de la Tourette. Cartman se renseigne sur cette condition et décide de faire semblant d'en être atteint.  
À l'école Cartman s'en donne à cœur joie : Wendy se voit traitée de « sale pute » et un enfant roux de « roukmout lèche-cul» ; la principale Victoria se voit gratifiée d'un « sac à merde » sans que cela ne lui pose un problème ; M. Mackey est traité d'« enculé ».
En voyant le manège de Cartman, Kyle comprend qu'il s'agit d'une supercherie mais échoue à en convaincre les adultes.  Mme Garrison va se plaindre à la principale Victoria car Eric devient une source de distraction pour les autres élèves. On lui amène un spécialiste qui est là pour aider à mieux comprendre le syndrome de Gilles de la Tourette. Kyle arrive au même moment et dit à la Principale qu'Eric fait semblant et que tout ça n'est qu'une blague. L'homme s'en prend à Kyle lui disant qu'il est ignoble de faire une telle accusation. Kyle doit être puni pour son intolérance envers les malades de Tourette et devra donc suivre une thérapie.
Kyle rencontre des enfants atteints de Tourette, qui lui montrent que Tourette ne veut pas dire insultes à tout va : cela peut se traduire par des cris, des mouvements brusques, voire des tics réguliers. Après un numéro réglé au tic près, Kyle explique clairement qu'il n'a rien envers les personnes atteintes de Tourette mais envers ceux qui comme Cartman font semblant de l'avoir. Un des enfants, Thomas (celui par qui Cartman a eu vent des bienfaits du syndrome), touche particulièrement Kyle. Ce dernier, impuissant à faire comprendre son cas, s'excuse en désespoir de cause. Kyle est rendu à ses parents et doit s'excuser auprès de Cartman. Le garçon à la chapka verte le fait à contrecœur et Cartman en profite pour insulter copieusement Kyle et sa famille. Il dit alors à Thomas que c'est « trop cool ce syndrome de Tourette ». Le garçon blond demeure sans voix.
Cartman est invité à raconter son histoire dans Dateline, une émission de la chaîne NBC, par le présentateur Chris Hansen.  Il compte profiter de ce programme pour se lâcher à la télévision et en particulier insulter copieusement les Juifs, mais dans les jours qui précèdent le programme il se met à glisser involontairement des confessions embarrassantes dans la conversation.  Cartman réalise avec terreur qu'à force de dire tout ce qui lui passe par la tête, il  a perdu la capacité de filtrer ses propres dires et risque de s'humilier horriblement   
Cartman vient expliquer à Chris Hansen qu'il ne peut assurer un direct. Chris Hansen fait alors référence à un fait divers réel : dans son émission To Catch a Predator, ils avaient poursuivi un présumé pédophile , suivi en direct à la télé, et l'homme s'était tiré une balle. Hansen avertit alors Cartman : « Ce serait terrible si tu te tirais une balle toi aussi... » À deux doigts de passer à l'antenne, Cartman quémande l'aide de Dieu. « S'il vous plait ! J'ai besoin d'un miracle ! » Et le miracle arrive : Kyle, déguisé en commando, et Thomas s'unissent pour contrecarrer les plans de Cartman. Afin de créer une diversion, Kyle utilise Thomas, qui passe son temps à dire « Cul, bite et merde », pour attirer des pédophiles jusqu'au show (la technique a un franc succès). En entrant sur le plateau, chaque pédophile découvre qu'il a été piégé et se tire une balle dans la tête en direct, devant le public. Peu de temps après, le nombre de pédophiles pénétrant sur le plateau et se suicidant dans la foulée, selon le même mode opératoire, s'accroit. Les suicides ininterrompus de pédophiles contraignent le public, ainsi que Chris Hansen à évacuer le plateau. 
Cartman remercie chaleureusement Kyle, éberlué, de lui avoir sauvé la mise alors qu'il souhaitait lui nuire.

## Réactions
Les associations américaines qui défendent les malades du syndrome de Gilles de la Tourette ont demandé qu'un de leurs messages soit diffusé avant, pendant ou après la diffusion de l'épisode (aux États-Unis, les épisodes de South Park sont coupés par une page de publicité). La TSA (Tourette Syndrome Association) considère que cet épisode fournit l'opportunité de faire connaître la maladie de Gilles de la Tourette.